# Strasbourg
 Ovo je glavno značenje pojma Strasbourg. Za druga značenja pogledajte Strasburg.
Strasbourg (elzaški: Strossburi; njemački: Straßburg) grad je na istoku Francuske, na lijevoj strani Rajne. Glavno je mjesto (chef-lieu) pokrajine Grand Est i departmana Bas-Rhin.
Po veličini je sedmi grad u Francuskoj i jedini grad u svijetu, čiji je centar UNESCO proglasio svjetskom baštinom 1988. godine. Također je jedan od rijetkih gradova, sa Ženevom i New York Cityjem u kome se nalaze sjedišta međunarodnih organizacija, a da nije glavni grad neke države.
U Strasbourgu se nalazi sjedište Vijeća Europe, Europski sud za ljudska prava i Europski parlament, koji zasjeda i u Bruxellesu.

## Povijest

### Antičko doba
Na mjestu današnjeg Strasbourga nalazilo se jedno keltsko selo imena Argentorate. Istraživanja su pokazala da je ovo područje bilo naseljeno i prije toga.
12. godine pr. Kr. rimski general Drusus, brat cara Tiberija ovdje je osnovao novi grad i romanizirao njegovo ime u Argentoratum. To je bila vojna utvrda s kampom koja se nalazila na limesu (granica Rimskog Carstva) na Rajni. Oko kampa se stvorila canabae (aglomerizacija civilnog stanovništva) i razvijala prema zapadu).
Kasnije se granica pomiče istočno i Argentoratum postaje pozadinska rimska utvrda, sve do kraja trećeg stoljeća. 352. godine, grad razaraju Alemani i Franci, a Julijan Apostata ponovno ga osvaja 357. godine. 406., Huni, Burgundi, Vandali i Svevi napadaju Galiju. Grad uništava Atila, 451. godine.

### Srednji vijek
Grad su 496. godine obnovili Franci, pod imenom Strateburgum koji se počeo ubrzano razvijati poslije Klovisovog preobraćenja na kršćanstvo. Ovaj je grad bio jedan od rijetkih gradova u regiji koji su bili sjedišta biskupa, u to vrijeme velikog političkog dužnosnika. U osmom i devetom stoljeću grad trgovački i gospodarski buja te se stanovništvo udvostručuje. U to je vrijeme pod nazorom biskupa izgrađena nova katedrala i otvorene su mnoge župe.
842. grad ugošćuje Karla Ćelavog i Ludviga Njemačkog koji su se pobunili protiv njihova brata Lotara oko podjele carstva koji ime je ostavio njihov djed Karlo Veliki i u ovom gradu napravili pisanu zakletvu, danas poznatu pod nazivom "Zakletva iz Strasbourga". To je prvi tekst na nekom romanskom jeziku koji nije latinski (starofrancuski) i na nekom germanskom jeziku (staronjemački). Krajem sukoba i sporazumom u Verdunu, Strasbourg pripada Lotaru, ali njegovom smrću ostaje u Germaniji. 962. godine, Oton Veliki osniva Sveto Rimsko Carstvo oslanjajući se na Crkvu. U ovo vrijeme Strasbourg dobiva pravo za samostalno upravljanje sudstvom i pravo na kovanje vlastitog novca.
Grad se nastavlja razvijati gradnjom novog ograđenja grada u 12. stoljeću, koje je još prošireno stoljeće kasnije.
Od 1202. do 1220. godine, grad se izgrađuje oko crkava Saint-Pierre-le-Jeune i Saint-Pierre-le-Vieux. Mnoge su kule i utvrde izgrađene u to vrijeme, koje su nestale tek u 19. stoljeću.
Od 1228. godine, trgovačke četvrti čine važan sastavni dio grada. Ulice i građevine iz tog vremena svjedoče o bujnom trgovačkom životu tadašnjih Strazburžana. Grad je u to vrijeme bio zaštićen sustavom kula povezanih Prekrivenim Mostovima (Ponts Couverts).
Građanstvo se u to vrijeme željelo uključiti u politički život grada, tako da je 1214. godine osnovano građansko vijeće, a 1262. građani preuzimaju vodstvo gradom. U ovo se doba događaju mnogi sukobi oko moći. Najveći su sukobi između dvije suprotstavljene obitelji: Zorn i Mullenheim, građanski je rat izazvao revolt Strazburžana i vlast se vraća trgovačkom sloju. Nakon dugog problematičnog razdoblja u 15. stoljeću stvara se nova politička organizacija: gradom upravlja Ammeister (gradonačelnik) kojeg imenuju članovi gradskog vijeća, dok četiri Stettmeistera imenuje plemstvo. U to vrijeme grad ima oko 16 000 stanovnika, kuje vlastiti novac i ima status slobodnog grada u Carstvu, tj. de facto kneževine.
Između 1370. i 1390. godine, na kraju Stogodišnjeg rata, stanovništvo se boji napada pljačkaških bandi koji haraju po tom kraju. Vlast tada odlučuje zaštititi zapadni i sjeverni dio grada.
Posljednje je proširenje grada u Srednjem vijeku između 1387. i 1441. godine. To se proširenje odnosilo na četvrt Krutenau u kojoj su živjeli mnogi ribari i trgovci. Grad se nije bitno proširivao sve do 19. stoljeća. Srednji je vijek zlatno doba Strasbourga. Njegovo je bogatstvo primarno zasluga njegovog građanstva i najviše topografije. Zahvaljujući mnogim vodenim i cestovnim putovima, ovaj je grad, okružen vodom, postao centar vrlo aktivne trgovine.
U osvit Srednjeg vijeka, elzaško vino postalo je poznato u Njemačkoj i Nizozemskoj, pa čak i u Engleskoj i Skandinaviji. Strasbourg je također izvozio i tekstil i žitarice, a uvozio mnoge tada luksuzne proizvode kao: staklo, kože, krzna, svilu i začine. Stara Carina jedan je od rijetkih dokaza bujajuće riječne trgovine u to vrijeme. Nalazi se uz obale Illa, a sagrađena je 1358. za pohranjivanje i oporezivanje dobara kojima je tržio Strasbourg.
Najpoznatiji je simbol iz ovog razdoblja katedrala za čiju su gradnju trebala četiri stoljeća. Gradnja je počela 1015. na mjestu stare rimske bazilike, a toranj je završen tek 1439. godine. Grad je prepun crkvi koje su dali izgraditi redovnici ili plemenitaši. Među najstarijim crkvama u gradu jesu: Saint-Pierre-le-Vieux, Saint-Pierre-le-Jeune i Saint-Thomas. Uz crkve sagrađeno je i mnoštvo samostana, ukupno dvadeset.
Brojni spomenici izgrađeni za vrijeme Srednjeg vijeka vjerno prikazuju kako je umjetnost tada bila u službi vjere. Umjetnike je u to vrijeme u grad najviše privlačila izgradnja katedrale. Većina tih umjetnika bila je anonimna. Slikarska umjetnost razvila se tek u 15. stoljeću, a elzaška škola bila je poznata po oslikavanju oltara.
Intelektualni se život javlja također u 15. stoljeću, pojavom tiskanih djela. U ovo je vrijeme u gradu živio i Johannes Gutenberg. Strasbourg je u to vrijeme postao veliki tiskarski centar, na kraju Srednjeg vijeka u gradu je postojalo oko pedeset tiskara. Ovaj izum u grad privlači i humanizam. Najveći su strazburški humanisti: Jakob Wimpheling, Geiler von Kaysersberg i Sebastian Brant. Nedugo nakon njihovog kritičkog djelovanja o radu Crkve javlja se i Reformacija.

### Renesansa
Renesansa je za grad bila vrlo problematično razdoblje, humanizam i Reformacija obilježavaju ovo razdoblje. Strasbourg je jedan od prvih gradova na kojima su se vidjele ove promjene. 1518. na vratima strazburške katedrale pričvršćene su Lutherove teze. Zahvaljujući tisku, Lutherova je propaganda brzo raširena i već 1524. grad prihvaća protestantizam i predaje crkve u ruke protestanata. Paralelno uz Reformaciju događa se i seljačka pobuna, kada se 50 000 seljaka diglo protiv plemstva i svećenstva. Seljaci su palili opatije i dvorce, a Strasbourg je odbio umiješati se u sukob, tako da nije ni pomagao niti se borio protiv pobunjenika.
Loše razdoblje grada došlo je ipak s ratovima. Car, Karlo V., katolik, započeo je rat protiv protestanata i njihovih saveznika (Strasbourg). Padom protestantske lige, Strasbourg vraća Katedralu i dvije crkve katolicima. Grad je također upao i u financijske poteškoće. 1592. gradska financijska sredstva napokon su postala u potpunosti iscrpljena zbog biskupskog rata. Rat je izbio zbog izbora novog biskupa oko kojeg se nisu mogli suglasiti protestanti i katolici. Rat je bjesnio 20 godina i opustošio okolicu grada. Dolaskom Reformacije, umjetnost gubi svog glavnog mecenu: Rimokatoličku Crkvu. Iz Katedrale nestaje mnoštvo oltara i umjetnost se u to vrijeme okreće od religije prema grešnoj umjetnosti. Preobražaj u arhitekturi tekao je sporo, tek se u razdoblju od 1550. do 1580. pojavio renesansni stil. U 17. stoljeću javlja se talijanski klasicizam u arhitekturi, čiji je najbolji primjer Hotel Vrana.
Jednostavni stil Srednjeg vijeka zamjenjuje umjetnost izrezbarina. Kuća Kammerzell savršeno prikazuje skulpturalnu umjetnost u izobilju. Kuća se nalazi na trgu katedrale i duguje ime trgovcu Jean-Françoisu Kammerzellu koji ju je kupio u 19. stoljeću. Fasada kuće sadrži brojne izrezbarine od drveta. Kao i Kuća Tanneurs, Kuća Kammerzell prikazuje veliku sklonost uokviravanja prozora u to vrijeme. Osim drveta, u to je vrijeme bila popularna i cigla, najoriginalnija ciglena zgrada izgrađena u to vrijeme jest Trgovačka komora.

### Ancien Régime
Godine 1618. izbio je tridesetogodišnji religijski rat između protestanata i katolika. Elzas je praktički razrušen, ali je Strasbourg ostao neutralan u ovom sukobu. Krajem rata 1638. godine, Elzas okupira Francuska, ali Strasbourg ostaje slobodni kraljevski grad. Grad ostaje izoliran i oslabljen, pa za vrijeme opsade Luja XIV., 30. rujna 1681. potpisuje kapitulaciju i priznaje francusku vlast. Simbolično kralj tada naručuje rušenje dijela utvrda grada. Između kralja i gradonačelnika postiže se dogovor u kojem grad zadržava vlast nad politikom, upravom i religijom. Zauzvrat je grad morao prihvatiti izgradnju vojnog garnizona.
U to vrijeme u grad dolazi mnoštvo novih stanovnika privučeni njegovim olakšicama. Jedan od plemića, kardinal Armand de Rohan-Soubise, sin Luja XIV., gradi novu biskupsku palaču imena Palais des Rohan na rijeci Ill, nasuprot kuća građanstva. Strasbourg je postao vrlo važan grad za Francusku u to vrijeme, zbog svog polažaja na Rajni i zbog vojnog garnizona. Izabranik Luja XV., Jacques François Blondel osmislio je plan rekonstrukcije Strasbourga koji je, zbog manjka sredstava samo djelomično izvršen. Zahvaljujući njemu izgrađene su mnoge povijesne zgrade u gradu.
Malo po malo mijenjao se izgled starog grada po uzoru na pariške građevine. U ovo vrijeme Strasbourg bilježi novi napredak i postaje glavno mjesto regije. Građanstvo se bogati i izgrađuje nove velebne građevine. U ovo se vrijeme razvijaju književni saloni u kojima visoko strazburško društvo provodi svoje vrijeme. Mnogi mladi intelektualci iz Njemačke, Švedske, Engleske i Švicarske dolaze na studij u grad, kao Goethe. Razvija se i keramička i zlatarska umjetnost, a stvaraju se i velike kovačnice. U ovo se vrijeme događa i veliki nerazmjer u bogatstvu stanovništva, oko petine stanovništva prisiljeno je prositi. Grad postaje prenapučen unutar svojih zidina, ali se i razvijaju nove gospodarske aktivnosti. U gradu se otvaraju mnoge pivnice i pušionice, ali trgovina odumire zbog velikih poreza i nesigurnosti cestovnih putova.

### Moderno doba
1789. godine, u doba Revolucije, grad je imao između 55 000 i 60 000 stanovnika. Gradska je vlast srušena udarom na upravu i gradonačelnik odstupa. Gradske su priviligije ukinute. Građanstvo daje potporu revolucionarima i nove institucije bivaju brzo prihvaćene. Grad je poprilično propatio u to vrijeme, pogotovo za vrijeme Vladavine Terora koja je trajala dvije godine. Poslije Kapitulacije povećava se vojna prisutnost u gradu. Tada su sagrađene mnoge obrambene ustanove uključujući tvrđavu i sustav poplavljivanja grada u slučaju napada.
1792. godine, satnik Claude Joseph Rouget de Lisle sklada pjesmu za rajnsku vojsku, koja kasnije postaje Marseljeza. Strasbourg opet cvjeta za vrijeme Prvog Carstva. Poslije Revolucije, gospodarski je rast velik, najviše zahvaljujući vojsci. Zahvaljujući prefektu Lezay-Marnésia gospodarski se razvija i grad i departman te svi slojevi građanstva. Za vrijeme njegove vladavine poboljšan je sustav cesta i potaknut razvoj raznih poljoprivrednih kultura, te trgovine.
Ovo je i vrijeme realizacije velikih projekata, izgrađen je kanal od Rajne do Rone i cestovni most između Strasbourga i Kehla. Sad se i tehnologija uključuje u arhitekturu, u središtu grada pojavljuju se željezni mostovi, kao most Saint-Thomas, izgrađen 1841.
Mnoge su kulturne institucije također izgrađene, kao Nova Opera i Konzervatorij. Vlast također daje ponovno otvoriti sveučilište koje su zatvorili revolucionari i koje sada postaje akademija. Od 1800. do 1870. grad mjenja svoj izgleda zahvaljujući realizacijama velikih projekata. 1840. postavljeni su spomenici Gutenbergu i Kléberu, autora Philipea Grassa. Ulice dobivaju pločnike i ulične svjetiljke. Napoleonovo doba također je od koristi gradu, sve do rata 1870.
Iako je u Srednjem vijeku grad veliki dio svog budžeta posvetio održavanjem utvrđenja, grad je bio vrlo slabo pripremljen za napad Badenaca 1870. Grad je bio bombardiran tri dana, a za vrijeme bombardiranja uništen je velik dio povijesnih građevina, kao i ogromni fond povijesnih i rijetkih knjiga u gradskoj knjižnici. Zbog nedostatka hrane, general Uhrich je kapitulirao, a šteta načinjena gradu bila je ogromna, mnoštvo stanovništva bilo je ubijeno ili ranjeno.
Elzas i Lotaringiju anektiralo je Njemačko Carstvo, a glavno političko središte bio je Strasbourg.
Za vrijeme njemačke vladavine, točnije za vrijeme vladavine nadstojnika Otto Backa i Conrad Schwandera udvostručena je površina stambenog dijela grada za samo tridesetak godina. Poslije bombardiranja javilo se pitanje obnove. Budući da se grad gušio unatar svojih bedema, elzaški arhitekt Conrath dao je sagraditi velike ulice, s mnoštvom prostranih zelenih površina. Sagrađene su mnoge nove javne ustanove, kao: zgrada sveučilišta, pošta i kupališta. Trg Republike postao je mjesto gdje su se sastajali stari i novi grad. Tamo su sagrađene pet velebnih zgrada kao: parlament Elzasa i Lotaringije (danas Narodno Kazalište u Strasbourgu), Sveučilišna knjižnica, Carska palača (danas Rajnska palača), mješavina firentinske renesanse i berlinskog baroka.
U to doba modernizacije, zadržale su se i neke primitivne karakteristike, npr. u zgradama građenim krajem 19. stoljeća, rijetko su građene kupaonice, stanovništvo se kupalo jednom tjedno na javnim kupalištima, kad su bila čista. Slično je bilo i sa školjkama, bile su građene izvan zgrada. Oko 1900. godine, javlja se moderni pravac iz Glasgowa, pod nazivom Art nouveau. U gradu se tada javljaju zgrade građene kombinacijom orijentalistike i Jugendstila, kao Egipatska Kuća.
Od 1912. događaju se promjene u vezi komunikacije i prometa. Uređuju se ulice i trgovi i sade drveća, a grad dobiva i novi kolodvor. Uređena je i trgovačka i industrijska luka na Rajni. Strasbourg se pretvara u industrijski grad i udvostručuje mu se stanovništvo te buja intelektualni život. Nakon Prvog svjetskog rata, iz kojeg je Strasbourg izašao poprilično netaknut, Elzas i Lotaringija vraćeni su Francuskoj koja želi pofrancuziti regiju izostavljajući elzašku kulturu i napredak ostvaren od 1870. do 1914. godine. Političke prepirke oko položaja Elzašana prate kulturni protesti. Kako bi sačuvali svoju posebnost, Strazburžani osnivaju elzaški muzej i Elzaško Kazalište.
Dolaskom Drugog svjetskog rata, Elzas opet pripaja Njemačka, koja počinje s jakom politikom germanizacije stanovništva, zabranjuje se upotreba francuskog i mijenjaju se imena ulica i francuska prezimena u njemačka. 23. studenog 1944. godine, Strasbourg oslobađaju leclercove trupe i Elzas se vraća u Francusku.
Tijekom 1960-ih, Strasbourg postaje mjesto francusko-njemačke pomirdbe. 2004. godine, Strasbourg i Kehl organizirali su Festival dviju obala, na obje strane Rajne. Udvostručio se broj mostova koje povezuju obje obale Rajne: most Pflimlin otvoren je 2002. godine, a pješački most Mimram 2004. godine povodom hortikulturne izložbe (Landesgartenschau).

## Zemljopis
Grad prolazi rijeka Ill, pritoka Rajne i razdvaja se u pet rukavaca u središtu grada (u Maloj Francuskoj). Sastoji se od nekoliko četvrti kao: Njemačka četvrt,  Robertsau, Cronenbourg, Koenigshoffen, Hautepierre, Elsau, Krutenau, Neudorf, Meinau, Neuhof...).

### Položaj
Strasbourg se nalazi u elzaškoj dolini u sjeveroistočnom dijelu Francuske. Grad je u središtu zapadne Europe što mu daje veliki prometni i politički značaj. Prometno je važan položaj u dolini Rajne, koja od Basela do Mainza čini prirodni koridor.
Zračne linije, grad je udaljen jednako (oko 750 km) od Sredozemnog mora, Baltičkog mora i Atlantika. 500 km je udaljen od Jadrana i Sjevernog mora.

### Klima
Klima u kojoj se nalazi Strasbourg polukontinantalna je s jakim promjenama temperatura. Zime su vrlo hladne, s velikim brojem padalina, a ljeta su vruća i sparna. Vjetrovi koji pušu gradom vrlo su rijetki i spori. Krajem ljeta česte su oluje, klima grada razlikuje se od ostalih francuskih regija zbog zaštite Vosgeških planina.

### Geomorfologija i hidrografija
Grad se nalazi na prosječnoj visini od 140 metara, iznad razine mora i karakterizira ga poprilično ravan reljef. U središtu grada tek se može zapaziti lagana neravnina terena. Istočni dio općinskog područja, uzduž rijeke Rajne sastoji se od više otoka (île aux Épis, Rohrschollen...) koje tvore rukavci Rajne koji se spajaju s Illom. Zbog velikog broja vodenih površina, ovo je područje vrlo osjetljivo na poplave. Ovo je razlog zašto je gradnja većine stambenog dijela bila popraćena navodnjavanjem i isušivanjem određenih kanala.

### Zelene površine
Sjeveroistok i jugoistok općine prekriveni su prostranim šumama, koje su ostaci stare velike rajnske šume, koja se nalazila uzduž velikog dijela rijeke. Ova iznimna šuma sadržavala je mnoge jedinstvene i raznolike životinjske vrste u Europi. Izgradnjom brana usporio se tok inače vrlo divlje rijeke i ovo je postalo močvarno područje. Trenutno je na snazi program "Živa Rajna" čiji je cilj očuvanje i obnova prirodnih staništa uzduž Rajne.
Grad ima oko 300 hektara parkova i vrtova, od kojih je glavni parc de l'Orangerie. Park se nalazi nasuprot Europske palače i u njemu se nalaze brojne atrakcije, kao: Zoološki vrt, uzgajalište roda i uređeno jezero na kojem se nalazi paviljon sagrađen 1804. u čast carice Jozefine. Druge zelene površine jesu:
- botanički vrt, otvoren 1880. za studente medicinskog i farmacijskog fakulteta
- parc de la Citadelle, na mjestu tvrđave koju je sagradio Vauban po naredbi Luja XIV., nalazi se na jugoistoku grada
- park dvorca Pourtalès u Robertsauu
- Contadesov park, napravljen u 18. stoljeću kao gradsko šetalište
- Vrt Dviju Obala (le jardin des Deux Rives), prekogranični park na obje strane Rajne, površine 55 ha. U središtu parka nalazi se pješački most.

## Europski grad
Zbog svoje dvonacionalne i dvojezične kulture, grad je postao jedan od glavnih gradova ujedinjene Europe. U njemu se nalazi Vijeće Europe, sjedište Europskog parlamenta i Europski sud za ljudska prava.

Europski parlament
Od 7. srpnja 1981. Europski parlament donio je mnogo rezolucija u vezi sa svojim sjedištem, zahtijevajući od vlada zemalja članica, poštovanje obveze osnivanja stalnog sjedišta za njihove institucije. Za to je vrijeme parlament obično radio u nekoliko gradova (Luxembourg, Strasbourg, Bruxelles). Za sjednice Europskog Vijeća u Edinburghu, 11. i 12. prosinca 1992. godine, odlučeno je osnivanje sjedišta institucija, pod sljedećim uvjetima:
- Europski parlament ima svoje sjedište u Strasbourgu, gdje se održavaju 12 sjednica godišnje, svaki mjesec, uključujući i proračunsku sjednicu
- dodatne sjednice održavaju se u Bruxellesu
- parlamentarni odbori imaju svoje sjedište u Bruxellesu
- Generalno vijeće zadržava svoje sjedište u Luksemburgu

Nakon što je Pravni Sud odobrio ovu odluku, ona je unijeta u Sporazum u Amsterdamu u obliku protokola. Sjednice se održavaju svake godine po rasporedu koje donosi Konferencija predsjednika. Od 2004. godine, parlament održava jedanaest zasjedanja tjedno u Strasbourgu i pet u dva dana u Bruxellesu.

Vijeće Europe
To je međunarodna organizacija koja okuplja 48 zemalja članica, sjedište je u Strasbourgu, a ovdje se nalaze i:
- Generalno tajništvo Vijeća Europe
- Uprava Vijeća
- Europski sud za ljudska prava
- Europski ljekopis
- Europski Omladinski Centar
- Europski audio-vizualni opservatorij
- Zaklada Eurimages

U Strasbourgu se također nalaze i sljedeće europske institucije:
- zapovjedništvo Eurocorpsa
- informatički centar Europola
- Središnja komisija za navigaciju Rajnom (od 1920.)
- francusko-njemački televizijski kanal Arte
- Međunarodno povjerenstvo za supružnički status CIEC
- Europska znanstvena zaklada FSE ili ESF
- Znanstveni program FRONTIERE HUMAINE
- Skupština Europskih Regija
- Skupština Europskih Vinskih Regija
- EPRA
- CIRCOM
- Europski pučki pravobranitelj
- Europski institut za patente
- ISU (International Space University)

Europska četvrt :
U gradu postoji europska četvrt koja se brzo razvija zahvaljujući novim organizacijama i njihovim upravama. Ovdje se gradi i poslovni centar te se četvrt povezuje s ostatkom grada gradskim prijevozom.

## Gospodarstvo
Zbog vrlo povoljnog geografskog položaja, grad je vrlo prometno raskrižje Europe. Kao i u svim većim gradovima, najviše je stanovništva zapošljeno u tercijanom sektoru, iako je velik broj ljudi zaposlen i u industriji, pogotovo iz okolnih mjesta. Grad ima oko 150 000 radno aktivnih stanovnika, ali taj je broj mnogo veći, jer mnoštvo ljudi koji rade u Strasbourgu ne žive točno u njemu.

### Trgovina i obrtništvo
Obrtnici zapošljavaju oko 10% radnog stanovništva grada. Taj je postotak u trgovini mnogo veći. Trgovinska se aktivnost najviše odvija u dvije velike komercijalne zone koje se nalaze na jugu i sjeveru grada. Središte grada prepuno je luksuznih trgovina, a u njemu se nalazi i jedan trgovački centar. Grad trgovački privlači ljude iz cijele okolice i s obje strane Rajne.

### Turizam i ugostiteljstvo
Grad, kao i općenito Elzas, računa mnogo na turizam u svom razvoju. Smatra se da turizam čini oko 2% godišnjeg prihoda Elzasa, gdje najveći dio ostvaruje Strasbourg. Jedna od najvećih atrakcija svake godine jest božićna tržnica, koja počinje s radom u prosincu. U tom je razdoblju najveća popunjenost hotelskih kapaciteta u gradu i regiji. Nažalost, ta je popunjenost mnogo niža u ostatku godine.
Ugostiteljstvo je vrlo razvijeno u Strasbourgu, pogotovo u središtu grada. Grad ima vrlo raznoliku ponudu restorana, od mnogobrojnih döner-kebapa do luksuznih restorana (kao Burehiesel i Au Crocodile). Također je moguće pronaći mnoštvo tipičnih regionalnih gostionica, kao vinarije i pivnice.

### Industrija i građevinarstvo
Zaposleni u industriji čine oko 13,8% od ukupnog broja zaposlenog stanovništva. Građevinarstvo čini manji dio tog broja. U gradu se nalazi mnoštvo multinacionalnih poduzeća, koja pružaju kvalitetno zaposlenje, pogotovo u automobilskom sektoru (npr. General Motors ili Johnson Controls). Udio zaposenih u industriji mnogo je važniji za okolne općine.
Riječna luka Strasbourga ima veliku ulogu u gospodarskom razvoju grada. Danas su određena mjesta u luci namijenjena za industrijski otpad. Danas postoji veliki broj čeličana s obje strane Rajne, pogotovo s njemačke. 1990-ih osnovana je i jaka farmaceutska industrija, oko grada postoji nekoliko istraživačkih centara, kao Institut de Génétique et de Biologie Moléculaire et Cellulaire ili l’Institut Clinique de la Souris u Illkirch-Graffenstadenu.

### Ostalo
Od ostalog najvažnije prihode donose nekretnine i europske institucije. Ovo je također i sveučilišni grad, oko 1/5 stanovništva čine studenti koji se okupljaju kod sveučilišta ili kod četvrti Krutenau.

## Uprava
U općinskom području Strasbourga nalazi se oko 60% stanovništva strazburške aglomerizacije. Tako na ovih 306 km², živi 451 000 stanovnika. Između 1990. i 1999. stanovništvo grada poraslo je za 6.5%, što je prosječno rast od 0.70% godišnje. U području gradskog utjecaja živi oko 213 000 radno aktivnih stanovnika.
Strasbourg ima poprilično jedinstvenu upravu u Francuskoj, koja je spojena s upravom svoje utjecajne zone 1968. radi efikasnosti i upravnih troškova.
2005. osnovan je eurodistrict strazburške zone i njemačkog okruga Ortenau u Badenu. U tom području sad živi oko 860 000 stanovnika. Dogovorena je zajednička suradnja u pitanjima zdravstva, prijevoza, edukacije itd.

### Političari
Nekoliko gradonačelnika Strasbourga :
- Roland Ries (2008. do danas) - PS
- Fabienne Keller (2001. – 2008.) - UDF, potom UMP
- Catherine Trautmann (2000. – 2001.) - PS
- Roland Ries (1997. – 2000.) - PS
- Catherine Trautmann (1989. – 1997.) - PS
- Marcel Rudloff (1983. – 1989.) - UDF / CDS
- Pierre Pflimlin (1959. – 1983.) - MRP, potom UDF / CDS
- Charles Frey (1935. – 1955.)
- Émile Kuss (1870. – 1871.)
- barun Philippe-Frédéric de Dietrich (1790. – 1792.)

Predsjednici communauté urbaine :
- Jacques Bigot (2008. do danas) - PS)
- Robert Grossmann (2001. – 2008.) - RPR, potom UMP
- Catherine Trautmann (1989. – 2001.) - PS
- Marcel Rudloff (1983. – 1989.) - UDF / CDS
- Pierre Pflimlin (1967. – 1983.) - MRP, potom UDF / CDS

### Kantoni Strasbourga
Strasbourg je podijeljen u 10 kantona :
- 1. kanton (centar grada) ima 23 756 stanovnika
- 2. kanton (četvrt Gare) ima 21 362 stanovnika
- 3. kanton (Esplanade, Bourse, Krutenau)ima 24 893 stanovnika
- 4. kanton (Quartier des Quinze) ima 20 756 stanovnika
- 5. kanton (la Robertsau) ima 22 402 stanovnika
- 6. kanton (Cronenbourg, Hautepierre, Wacken) ima 42 549 stanovnika
- 7. kanton (Meinau, Neudorf-Ouest) ima 25 533 stanovnika
- 8. kanton (Neudorf) ima 25 518 stanovnika
- 9. kanton (Koenigshoffen, Montagne-Verte, Elsau) ima 31 331 stanovnika
- 10. kanton (Neuhof, luka na Rajni) ima 26 015 stanovnika

(Popis od 1999.)

### Pobratimljeni gradovi
- Boston (SAD), od 1960.
- Leicester (UK), od 1960.
- Stuttgart (Njemačka), od 1962.
- Dresden (Njemačka), od 1990.
- Ramat Gan (Izrael), od 1991.
- Jacmel (Haiti), od 1996.
- Novgorod (Rusija), od 1997.
- Fez (Maroko)

### Stanovništvo
| 1684.   | 1789.   | 1851.   | 1871    | 1910.   | 1921.   | 1936.   | 1946.   | 1954.   |
| ------- | ------- | ------- | ------- | ------- | ------- | ------- | ------- | ------- |
| 22 000  | 49 943  | 75 565  | 85 654  | 178 891 | 166 767 | 193 119 | 175 515 | 200 921 |
| 1962.   | 1968.   | 1975.   | 1982.   | 1990.   | 1999.   | 2004.   | 2014.   |         |
| 228 971 | 249 396 | 253 384 | 248 712 | 252 338 | 264 115 | 272 800 | 276 170 |         |

## Kultura i baština
Povijesni centar grada, «Grande île» ili «ellipse insulaire» nalazi se na UNESCO-ovu popisu svjetske baštine od 1988. godine. To je prvi put da je svjetskom baštinom proglašen cijeli jedan centar grada. Strasbourg je također proglašen gradom povijesti i umjetnosti od francuskog Ministarstva za kulturu.

### Arhitektura i spomenici

#### Srednji vijek i renesansa
- Prekriveni Mostovi (srednjovjekovno utvrđenje)
- Trg Katedrale:
  - Katedrala Naše Gospe, gotičke arhitekture, građene od 1176. do 1439.
  - Kuća Kammerzell (15. stoljeće)
- četvrt Mala Francuska
- Stara Carina (uništena u bombardiranju 1944. godine, vrećena u svoj izgled u 15. stoljeću, 1956.)
- Boecklinški dvor
- Hotel Vrana. Zatvoren u 19. stoljeću, imao je vrlo poznate goste, kao: Friedrich II., Jean-Jacques Rousseau i Alexandre Dumas.
- civilna bolnica

#### 18. i 19. stoljeće
- Stare zidine iz 13. stoljeća, koje je preoblikovao Vauban u 18. stoljeću.
- Aubette (od 1765. do 1778.) (arhitekt : Jacques François Blondel) na trgu Kléber
- Palača Rohan (arhitekt : Robert de Cotte)
- općinska opera (arhitekt : Villot)

#### Carska njemačka arhitektura
U gradu postoji mnogo primjera vilimske arhitekture, kao:
- Trg Republika na kojem se nalazi:
  - Rajnska palača (stara carska palača)
  - Narodno kazalište u Strasbourgu (stara skupština Elzasa i Lotaringije)
  - Prefektura (staro ministrastvo Elzasa i Lotaringije)
  - Nacionalna i sveučilišna knjižnica u Strasbourgu
- Glavna pošta (arhitekt : Rechenberg), neogotički stil
- Gradska kupališta (arhitekt: Fritz Beblo)
- Sveučilišna palača (1884.) (arhitekt : Otto Warth)
- Palača pravde (arhitekt : Neckelmann)
- Glavni kolodvor (1878.)
- Zgrada Gallia (Germania izvorno) u kojoj se danas nalazi udruga studenata Strasbourga

Izuzetni primjeri Jugendstila, su:
- 22., ulica generala Castelnaua (arhitekti F.Lütke i H. Backes)
- vila Schützenberger, u 76., avenija Robertsaua ( arhitekti : Berninger & Krafft)
- hotel Brion, 22., ulica Sleidan (arhitekt: Auguste Brion)

#### 20. stoljeće
- Grad-vrt u Stockfeld i Ungemachu, početak 20.stoljeća
- Kuća radio-relevizije (otvorenje: 1961.)
- Sjedište Vijeća Europe (Le Palais de l'Europe) (otvorenje: 1977.) (arhitekt : Henry Bernard)
- Europski sud za ljudska prava (otvorenje: 1995.) (arhitekt : Richard Rogers)
- Europski parlament (otvorenje: 1999.) (arhitekt: Architecture Studio)
- L'Escarpe, sveučilište Robert-Schuman (arhitekti : Knecht i Schweitzer)
- Pješački most Mimram, u Vrtu Dviju Obala (arhitekt: Marc Mimram)

### Muzeji i mjesta za izložbu
- Kabinet tiskarina i crteža
- Centar Tomi Ungerer
- Elzaški muzej
- Palača Rohan u kojoj se nalazi:
  - arheološki muzej
  - muzej dekorativnih umjetnosti
  - muzej lijepe umjetnosti
- Muzej moderne umjetnosti] (otvorenje: 1998.) (arhitekt: Adrien Fainsilber)
- Povijesni muzej u Staroj mesnici
- Muzej djela Naše Gospe
- Muzej minerala
- Zoološki muzej
- Astronomski obzervatorij s planetarijem
- Le Vaisseau

### Religijske građevine
Strasbourg je uglavnom poznat po svojoj katedrali od ružičastog pješčenika s jedinstvenim astronomskim satom. Ali također u gradu se nalazi i mnoge druge crkve, koje su preživjele ratove i razaranja kroz stoljeća, kao: 
- Reformistička crkva
- Crkva Svetog Stjepana, unutar episkopskog fakulteta Saint-Étienne. U grobnici se nalaze tragovi rimske bazilike iz 5. stoljeća.
- Crkva Svetog Vilima (protestantska) s predrenesanskim prozorima
- Crkva Svetog Ivana (katolička)
- Crkva Svetog Ljudevita (katolička)
- Crkva Svetog Nikole (protestantska, zatvorena kao svetište)
- Crkva Svetog Pavla, stara Evangelische Garnisonskirche (protestantska crkva s garnizonom), danas reformističko svetište
- Crkva Svetog Petra Mlađeg (protestantska), s freskama iz 14. stoljeća
- Crkva Svetog Petra Mlađeg (katolička), sagrađena u 19. stoljeću u neobizantinskom stilu
- Crkva Svetog Petra Starijeg, koja se sastoji od dvije zgrade, protestantske iz 13. stoljeća i katoličke, dodane 1886.
- Crkva Svetog Tome (protestantska), poznata po grobnicama slavnih i po Silbermannovim orguljama na kojima su svirali Mozart i Albert Schweitzer.
- Crkva Svete Magdalene (katolička)

Inače, grad je dobio nadimak "grad tisuća crkava", zbog svojih mnogobrojnih crkava, hramova i sinagoga. Strasbourg je do 18. stoljeća bio centar teologije u kojem su djelovali neki od glavnih protagonista Reformacije, kao Jean Calvin i Učitelj Eckhart. Strasbourg je danas jedini grad u Francuskoj koji u svoj edukacijski sustav ima ugrađen i protestantski i katolički teološki fakultet (zbog lokalnog prava u kojem vrijedi sustav jednakosti za katoličku, protestantsku i nedavno židovsku vjeru).
Strasbourg je inače grad s najznačajnijom židovskom zajednicom u Francuskoj, u Elzasu živi najveći broj Francuza židovske vjeroispovijesti. Grad je opremljen prostranom sinagogom s centrom židovske zajednice, dvije privatne klinike (Béthésda i Adassa), kao i veći broj škola i drugih ustanova kojima upravljaju Židovi.
U izgradnji je trenutno i jedna džamija, čija je gradnja kontroverzna tema, zato što se ne zna spada li islamska vjera pod lokalni zakon o jednakosti vjera. 
Na kraju, u gradu postoji nekoliko budističkih mjesta. Udruga France Tibet Libre i Lycée international des Pontonniers u osamdesetima su organizirali dolazak Dalaj Lame.
Glavni čelnici vjera u gradu jesu: nadbiskup Mgr Joseph Doré, rabin René Gutman, predsjednik Protestantske crkve i predsjednik udruge muslimana Bas-Rhina, Mohamed Lathay.

### Kazališta, pozornice, festivali
- La Choucrouterie, cabaret Rogera Siffera
- Grad Glazbe i Pleda
- La Laiterie
- Le Maillon
- Rajnska Narodna Opera
- Orkestar Filharmonije Strasbourga
- Musica, « Međunarodni festival glazbe današnjice »
- Strazburški glazbeni festival
- Palača i konges glazbe
- Južni pol
- Le Rhenus, najveća strazburška sala
- Kazalište mladih
- Narodno Kazalište u Strasbourgu
- Le Zénith
- Elzaško kazalište u Strasbourgu

## Promet
Strasbourg duguje svoje ime, svome položaju: "križište putova". I danas također grad ima velike koristi od svog geografskog položaja važnog europskog križišta.

### Prijevoz u općini
Javni prijevoz u gradu većinom se oslanja na strazburški tramvaj, pokrenut 1994. Danas postoje četiri linije od 25 km i 46 stanica diljem grada. Trenutno je u gradnji još 20 novih stanica i produljenje linija na 40 km. Tih pet linija imat će ukupan dnevni promet od 250 000 km po danu. Planira se i novo produljenje 2010. godine, čime bi se tramvajem povezao Strasbourg s istokom Kehla u Njemačkoj.
Također grad opslužuje i gusta autobusna mreža kojom također upravlja Compagnie des Transports Strasbourgeois (CTS). Ta mreža povezuje cijelu strazburšku aglomerizaciju i povezana je i s Kehlom. Ima ukupno 30 gradskih i 11 međugradskih linija.

### Biciklistička mreža
Strasbourg ima prvu biciklističku mrežu u Francuskoj s 430 km ceste, koja je spojena s njemačkom mrežom preko mosta Pierre-Pflimlin. Postoji također i prekogranična cesta duga 60 km, od Molsheima do Offenburga, preko Strasbourga. Još jedna pista dužine oko 60 km povezuje kanal Marne s Rajnom.

### Cestovna mreža
Iako grad ima vrlo razvijenu mrežu autoputova, to donosi i razne negativne posljedice, kao zagađenje zraka. Autocesta A 35 s prometom od 200 000 vozila na dan poslije pariške najzasićenija je u Francuskoj.
Trenutačno je u fazi razvoja gradnja nove autoceste, koja bi trebala rasteretiti promet grada. Cesta bi trebala spajati Hoerdt na sjeveru i Innenheim na jugu. Ta bi se autocesta trebala otvoriti 2011. i imala bi promet od oko 41 000 vozila na dan.

### Željeznička mreža
Strasbourg je jedna od etapa "Europske magistrale" koja povezuje Pariz i Budimpeštu. Trenutačno je u fazi izgradnje više koridora koji će grad povezivati s Baudrecourtom i Vendenheimom, kao i s Hamburgom, Milanom, Frankfurtom i Bâleom. 2012. godine otvorit će se TGV Rhin-Rhône koji će povezivati Sjeverno more i Mediteran.

### Riječna mreža
Budući da je Strasbourg osnovan na Illu, riječni je promet uvijek bio vrlo važan za grad. Danas u grad dolazi više od 650 000 posjetitelja godišnje brodovima-omnibusevima, što čini grad važnim riječnim turističkim središtem. Najviše posjetitelja dolazi Rajnom i kanalom Marne.
Strasbourg je od Rajne učinio prvu komercijalnu rijeku na svijetu. 1920. godine, sjedište Središnje Komisije za navigaciju Rajnom premjestilo se iz Mannheima u Strasbourg. Strazburška je luka druga po veličini riječna luka u Francuskoj s prometom od 8.8 milijuna tona robe godišnje.

### Zračni promet
Međunarodna zračna luka u Strasbourgu nalazi se petnaestak kilometara jugozapadno od grada u Entzheimu. To je sedma po veličini zračna luka u Francuskoj s preko 2 milijuna putnika godišnje koja je povezana s pedesetak destinacija, većinom u Europi. Povezana je s Baggerseeovom tramvajskom stanicom, tramvajem-vlakom.
Za duge međunarodne letove, grad ima autobusnu vezu sa zračnom lukom u Frankfurtu, koji je glavno europsko zračno središte.

## Visoko školovanje
2003. godine, u Strasbourgu se školovalo oko 52 000 studenata od kojih 40 500 na sveučilištima. Strani studenti čine petinu (21.6%) ovog ima, a ima ih preko 100 nacionalnosti.

### Sveučilišta
U Strasbourgu postoje tri sveučilišta, koja su okupljena u Pôle universitaire européen, koji zajedno sa sveučilištima iz gradova: Mulhouse, Bâle, Freiburg i Karlsruhe čini Europsku konfederaciju sveučilišta gornje Rajne (franc. Confédération européenne des universités du Rhin supérieur, njem. Europäische Konföderation der Oberrheinischen Universitäten, EUCOR). Ta su sveučilišta:
- Sveučilište Louis Pasteur (ULP) - Strasbourg I (znanost)
- Sveučilište Marc Bloch (UMB) - Strasbourg II (društvene znanosti)
- Sveučilište Robert Schuman (URS) - Strasbourg III (pravo, političke znanosti, menadžment)

### Visoke škole
- Viša nacionalna škola fizike (ENSPS)
- Nacionalni institut primijenjenih znanosti
- Europska škola za kemiju, polimere i materijale (ECPM)
- Viša škola za vodu i okoliš (ENGEES)
- Viša škola biotehnologije (ESBS)
- Škola i obzervatorij znanosti o Zemlji (EOST)
- Viša škola informatike - Supinfo (ESI)

### Umjetničke škole
- Viša škola dekorativnih umjetnosti (École supérieure des arts décoratifs de Strasbourg) (ESAD)
- Viši institut primijenjenih umjetnosti (L'Institut Supérieur des Arts Appliqués) (LISAA)
- Viša nacionalna škola arhitekture (École nationale supérieure d'architecture de Strasbourg)
- Viša škola dramske umjetnosti (École supérieure d'art dramatique)
- Narodna akademija regije (Conservatoire national de région)

### Druge škole
- Europski viši institut komercijalnih studija (EM Strasbourg Business School) (EM Strasbourg)
- Europski viši institut za menadžment (ISEG Marketing & Communication School) (ISEG)
- Institut političkih znanosti (Institut d'études politiques) (IEP)
- Narodna upravna škola (École nationale d'administration) (ENA)
- Narodni institut za teritorijalne studije (Institut national d'études territoriales) (INET)
- International Space University (ISU)

## Sport
- U nogometu, grad u Prvenstvu Francuske predstavlja Racing Club de Strasbourg, osnovan 1906.
- U košarci, najpoznatiji je Strasbourg Illkirch Graffenstaden Basket, prvak Francuske 2005.
- U rukometu je najpoznatiji, La Robertsau.
- U hokeju na ledu, na prvenstvu Francuske sudjeluje Étoile noire.
- U vaterpolu je najpoznatiji, SNS na nacionalnom nivou.
- Što se tiče tenisa, najpoznatiji je turnir Internationaux de Strasbourg, za žene.
- Što se tiče  badmintona, grad ima tri kluba u nacionalnoj ligi : ASPTT, Robertsau i CEBA.

## Poznati Strazburžani

### Rođeni u Strasbourgu
- Sebastian Brant (1457. – 1521.), satirički pjesnik i humanist
- Jacques Sturm (1489. – 1553.), političar i reformacijski teolog
- Johann Fischart (1546. – 1591.), pisac na njemačkom jeziku
- Sebastian Stoskopff (1597. – 1657.), slikar
- Albrecht Kauw (1621. – 1681.), slikar
- François-Christophe Kellermann (1735. – 1820.), carski maršal
- Philippe-Jacques de Loutherbourg « Mlađi » (1740. – 1812.), engleski slikar.
- Heinrich Leopold Wagner (1747. – 1779.), pisac
- Jean-Baptiste Kléber (1753. – 1800.), general
- Jean-Georges Humann (1780. – 1842.), ministar financija Luja Filipa
- Ludvig I. Bavarski (1786. – 1868.), kralj
- Louis Roederer (1809. – 1870.), kralj šampanjca
- Gustave Doré (1832. – 1883.), slikar
- Charles Friedel (1832. – 1899.), kemičar i minerolog
- Émile Waldteufel (Charles Émile Lévy) (1837. – 1915.), kompozitor
- Paul Émile Appell (1855. – 1930.), matematičar
- Émile Mathis (1880. – 1956.), automobilističi konstruktor, osnivač Mathisa
- Jean Arp (1886. – 1966.), umjetnik
- Charles Münch (1891. – 1968.), glazbenik
- Hans Bethe (1906. – 2005.), nobelovac za fiziku
- Max Bense (1910. – 1990.), filozof
- Camille Claus (1920. – 2005.), slikar
- Marcel Marceau (1923. – ), glumac
- Claude Rich (1929. – ), glumac
- Tomi Ungerer (1931. – ), glumac, karikaturist
- Herbert Léonard (1945. – ), pjevač
- Arsène Wenger (1949. – ), nogometni trener
- Blutch (1967. – ), autor stripova
- Eliette Abécassis (1969. – ), pisac
- Yann Wehrling (1971. – ), crtač
- Valérien Ismaël, (1975. – ), nogometaš
- Armando Teixeira, (1976. – ), nogometaš
- Salomé Haller, sopran
- Mehdi Baala (1978. – ), atletičar
- Paul-Henri Mathieu (1982. – ), tenisač
- Matthieu Totta alias M. Pokora (1985. – ),pjevač

### Slavni stanovnici
- Johannes Gutenberg (1400. – 1468.), izumitelj
- Erazmo Roterdamski (1467. – 1536.), humanist
- Hans Baldung (1484. – 1545.), slikar
- Martin Bucer (1491. – 1551.) reformist
- Jean Sturm (1507. – 1589.), pedagog
- Jean Calvin (1509. – 1564.), reformist
- Robert de Cotte (1656. – 1735.), arhitekt
- François-Marie de Broglie (1671. – 1745.), maršal i guverner Strasbourga
- Armand Gaston Maximilien de Rohan (1674. – 1749.), strazburški biskup
- Maurice de Saxe (1696. – 1750.), maršal
- François-Xavier Richter (1709. – 1789.),kompozitor
- Armand de Rohan-Soubise (1717. – 1756.), biskup i strazburški princ

- Barun Philippe-Frédéric de Dietrich (1748. – 1793.), gradonačelink Strasbourga
- Johann Wolfgang von Goethe (1749. – 1832.), pisac
- Maximilian I. Bavarski (1756. – 1825.) kralj
- Wolfgang Amadeus Mozart (1756. – 1791.), glazbenik
- Ignace Joseph Pleyel (1757. – 1831.), glazbenik
- Claude Joseph Rouget de Lisle (1760. – 1836.), kompozitor Marseljeze
- Adrien de Lezay-Marnésia (1769. – 1814.), prefekt Bas-Rhina
- Klemens Wenzel von Metternich (1773. – 1859.), student u Strasbourgu od 1788. do 1790.
- Georg Büchner (1813. – 1837.), pisac
- Antoine Renard (1825. – 1872.), tenor
- Numa Denis Fustel de Coulanges (1830. – 1889.), povjesničar
- Louis Pasteur (1830. – 1895.), kemičar
- Lujo Brentano (1844. – 1931.), ekonomist
- Ferdinand Braun (1850. – 1918.), fizičar, dobitnik Nobelove nagrade
- Georg Simmel (1858. – 1918.), njemački filozof i sociolog
- Hans Pfitzner, (1869. – 1949.) kompozitor
- Jean-Jacques Waltz, ili Hansi (1873. – 1951.), umjetnik

- Albert Schweitzer (1875. – 1965.), filozof, svećenik, glazbenik
- Maurice Halbwachs, (1877. – 1945.) sociolog.
- Otto Klemperer, (1875. – 1973.) glazbenik
- Marc Bloch (1886. – 1944.), povjesničar
- Hans Rosbaud (1895. – 1962.), glazbenik
- George Szell (1897. – 1970.), glazbenik
- Emmanuel Lévinas (1906. – 1995.), filozof
- Lucie Aubrac (rođena 1912.) i Raymond Aubrac (rođen Raymond Samuel,  1914.), članovi pokreta otpora
- Ernest Bour (1913. – 2001.), glazbenik
- Paul Ricoeur (1913. – 2005.), filozof
- Guy Debord (1931. – 1994.), filozof
- Claude Lapointe (rođen 1938.), ilustrator
- Sarkis (rođen 1938.) turski slikar
- Jean-Marie Lehn (rođen 1939.), Nobelova nagrada za kemiju 1987.
- Alain Lombard (rođen  1940.), glazbenik
- Georges Aperghis (rođen  1945.), grčki kompozitor
- Bernard-Marie Koltès (1948. – 1989.), dramatičar
- Barbara Honigmann (rođena 1949.), njemačka slikarica
- René Gutman (rođen  1950.), Veliki rabin Bas-Rhina.
- Ségolène Royal (rođena 1953.), političarka
- Rodolphe Burger (rođen  1957.), glazbenik
- John Howe (rođen 1957.), kanadski ilustrator
- Mireille Delunsch (rođena 1962.), sopran
- Jean-Louis Agobet (rođen 1968.), kompozitor.
- Abd al Malik (rođen 1975.), reper

### Povijest
- Centre national d'archéologie urbaine, Strasbourg, Association pour les fouilles archéologiques nationales, Pariz, 1992., 285 p. ;
- Collectif, Strasbourg : fouilles archéologiques de la ligne B du tram, Muzeji Strasbourga, Strasbourg, 2000., 74 p. ;
- Christian Lamboley, 40-45, Strasbourg bombardé, Contades, Strasbourg, 1988, 158 p. ;
- Bastien Gissinger, Recherches sur le site fortifié de Strasbourg durant l'Antiquité tardive : le castrum d'Argentoratum, J. et E. Hedges, Oxford, 2002, 204 p.  ;
- Paul Greissler, La Classe politique dirigeante à Strasbourg (1650-1750), le Quai, Strasbourg, 1987, 302 p. ;
- Jean-Marie Mantz (dir.), Histoire de la médecine à Strasbourg, Strasbourg, 1998., 799 p. ;
- Jean Rahn, Martin Grunenwald, 50 ans d'histoire au Centre régional d'éducation populaire et de sport d'Alsace, Le Verger, Illkirch-Graffenstaden, 1996., 235 p. ;
- Jean-Louis Schlienger, André Braun, Le Mangeur alsacien : histoire de l'alimentation en Alsace de la Renaissance à l'annexion, la Nuée bleue, coll. « Elzaška knjižnica », Strasbourg, 1990., 254 p. ;
- Bernadette Schnitzler, -12 : porijeklo Strasbourga, Muzeji Strasbourga, Strasbourg, 1988., 184 p. ;
- Eugène Seinguerlet, Povijest Strasbourga, Dinali, Strasbourg, 1988., 78 p.

### Gospodarstvo
- Guy Trendel, Au pays de la Couronne d'Or : balades dans le vignoble de Strasbourg, Corpur, Strasbourg, 1998, 240 p. ;

### Arhitektura
- Suzanne Braun, Crkve Strasbourga, Oberlin, Strasbourg, 2002, 217 p.;
- Lucie Maechel, Strasbourg, insolite et secret : deux mille ans de métamorphoses, J.-P. Gisserot, Paris, 1999., 126 p. ;
- Étienne Martin (dir.), Le Palais Rohan, Musée des arts décoratifs, Muzeji Strasbourga, Strasbourg, 1998., 68 p. ;

### Urbanizam
- Agencija za urbanizam i aglomerizaciju Strasbourga, Le Projet urbain dans l'histoire de Strasbourg : seminar od 30. i 31. listopada 1981., Agencija za urbanizam i aglomerizaciju Strasbourga, Strasbourg, 1981., 31 p. ;
- Dominique Badariotti, Richard Kleinschmager, Léon Strauss, Géopolitique de Strasbourg : permanences, mutations et singularités de 1871 à nos jours, la Nuée bleue, coll. « la Bibliothèque alsacienne », Strasbourg, 1995., 260 p. ;
- Jean-Jacques Blaesius, Pascale Gérard, Le tram de Strasbourg : un chantier et des hommes, la Nuée bleue, Strasbourg, 1994., 143 p. ;
- Collectif, Strasbourg : panorama monumental et architectural des origines à 1914, Contades, coll. « Le Temps des cités », Strasbourg, 1984., 499 p. ;
- Collectif, Strasbourg, urbanisme et architecture : des origines à nos jours, Oberlin, Strasbourg, & G. Klopp, Thionville, 1996., 297 p. ;
- Collectif, Strasbourg : chroniques d'urbanisme, L'Aube, La Tour d'Aigues, 1994, 261 p.  ;
- Collectif, Atlas de la région de Strasbourg : réalités d'aujourd'hui, idées pour demain, la Nuée bleue, Strasbourg, 1996., 262 p. ;
- Collectif, Strasbourg-Kehl am Rhein (1900-2000), Gallimard, coll. « Guides Gallimard », Pariz, 1998., 93 p. ;
- Communauté urbaine de Strasbourg, Drugi projekt angolomerizacije, 2000. – 2010. Communauté urbaine de Strasbourg, Strasbourg, 2000-, 123 p. ;
- Denis Durand de Bousingen, Bolnica Strasbourga : grad u gradu, Le Verger, Illkirch-Graffenstaden & Hôpitaux universitaires de Strasbourg, Strasbourg, 2003., 275 p.  ;
- Jean-Pierre Klein, Strasbourg : urbanisme et architectures des origines à 1870, Muzej Strabourga, Strasbourg, 1996. prvo izdanje. 1986), 297 p. ;
- Richard Kleinschmager, Strasbourg : une ambition européenne, Anthropos, coll. « Villes », Pariz, 1997., 216 p. ;
- Maurice Moszberger, Théodore Rieger, Léon Daul, Dictionnaire historique des rues de Strasbourg, le Verger, Illkirch-Graffenstaden, 2002., 430 p. ;
- François Petrazoller, Urbanizam Strasbourga u 16. stoljeću : kamen i ideja, Udruženje znanstvenika Elzasa, Strasbourg, 200.2, 311 p.

## Vanjske poveznice
- Službene stranice grada  Arhivirana inačica izvorne stranice od 17. srpnja 2003. (Wayback Machine)
- Službena stranica Eurodistricta  Arhivirana inačica izvorne stranice od 16. rujna 2008. (Wayback Machine)
- Strasbourg na stranici Quida  Arhivirana inačica izvorne stranice od 27. studenoga 2007. (Wayback Machine)
- Strasbourg na stranici Institut Géographique National  Arhivirana inačica izvorne stranice od 24. veljače 2008. (Wayback Machine)
- Položaj na karti Francuske  Arhivirana inačica izvorne stranice od 27. prosinca 2005. (Wayback Machine)
- Karta Strasbourga
- 100 Fotografije Strasbourga  Arhivirana inačica izvorne stranice od 9. prosinca 2012. (Wayback Machine)
- Fotografije Strasbourga
- Fotografije  Arhivirana inačica izvorne stranice od 13. kolovoza 2007. (Wayback Machine)
- Muzeji u Strasbourgu
- argentoratum.com
- Fotografije

|  | Portal Francuske – Pristup člancima s tematikom o Francuskoj. |